# Changqing, Jinan
Districtul Changqing (în chineză simplificată: 长清区; chineză tradițională: 長清區; pinyin: Chángqīng Qū) este unul dintre cele 10 districte urbane⁠(d) ale orașului prefectoral Jinan, capitala provinciei Shandong, China de Est, care acoperă o parte din suburbiile de sud-vest. Are o suprafață de 1.208,54 km2 și are 595.549 de rezidenți permanenți din 2020.

## Diviziuni administrative
În 2012, acest district este împărțit în 4 subdistricte, 5 orașe și un municipiu.
Subdistricte
| - Subdistrictul Wenchangjie (文昌街街道) - Subdistrictul Guyunhu (崮云湖街道) | - Subdistrictul Ping'an (平安街道) - Subdistrictul Wufengshan (五峰山街道) |

Orașe
| - Ghid (归德镇</link>) - Xiaoli⁠(d) (孝里镇) - Wande⁠(d) (万德镇) | - Zhangxia (张夏镇) - Mashan (马山镇) |

Municipii
- Municipiul Shuangquan (双泉乡</link>)

## Clima
| Date climatice pentru Changqing (1981−2010)                                                          | Date climatice pentru Changqing (1981−2010) | Date climatice pentru Changqing (1981−2010) | Date climatice pentru Changqing (1981−2010) | Date climatice pentru Changqing (1981−2010) | Date climatice pentru Changqing (1981−2010) | Date climatice pentru Changqing (1981−2010) | Date climatice pentru Changqing (1981−2010) | Date climatice pentru Changqing (1981−2010) | Date climatice pentru Changqing (1981−2010) | Date climatice pentru Changqing (1981−2010) | Date climatice pentru Changqing (1981−2010) | Date climatice pentru Changqing (1981−2010) | Date climatice pentru Changqing (1981−2010) |
| Luna                                                                                                 | Ian                                         | Feb                                         | Mar                                         | Apr                                         | Mai                                         | Iun                                         | Iul                                         | Aug                                         | Sep                                         | Oct                                         | Nov                                         | Dec                                         | Anual                                       |
| --- | ------------------------------------------- | ------------------------------------------- | ------------------------------------------- | ------------------------------------------- | ------------------------------------------- | ------------------------------------------- | ------------------------------------------- | ------------------------------------------- | ------------------------------------------- | ------------------------------------------- | ------------------------------------------- | ------------------------------------------- | ------------------------------------------- |
| Maxima medie °C (°F)                                                                                 | 3.9 (39)                                    | 7.6 (45,7)                                  | 13.6 (56,5)                                 | 21.3 (70,3)                                 | 26.7 (80,1)                                 | 31.5 (88,7)                                 | 31.6 (88,9)                                 | 30.4 (86,7)                                 | 26.9 (80,4)                                 | 21.1 (70)                                   | 12.9 (55,2)                                 | 5.7 (42,3)                                  | 19,43 (66,98)                               |
| Media zilnică °C (°F)                                                                                | −1.2 (29,8)                                 | 2.1 (35,8)                                  | 8.0 (46,4)                                  | 15.5 (59,9)                                 | 21.1 (70)                                   | 26.0 (78,8)                                 | 27.1 (80,8)                                 | 25.7 (78,3)                                 | 21.3 (70,3)                                 | 15.4 (59,7)                                 | 7.5 (45,5)                                  | 0.9 (33,6)                                  | 14,12 (57,41)                               |
| Minima medie °C (°F)                                                                                 | −5.4 (22,3)                                 | −2.4 (27,7)                                 | 3.1 (37,6)                                  | 10.0 (50)                                   | 15.7 (60,3)                                 | 20.7 (69,3)                                 | 23.0 (73,4)                                 | 21.7 (71,1)                                 | 16.7 (62,1)                                 | 10.7 (51,3)                                 | 3.0 (37,4)                                  | −3.2 (26,2)                                 | 9,47 (49,04)                                |
| Minima istorică °C (°F)                                                                              | −20.5 (−4.9)                                | −14.9 (5,2)                                 | −8.6 (16,5)                                 | −1.2 (29,8)                                 | 4.8 (40,6)                                  | 11.0 (51,8)                                 | 17.3 (63,1)                                 | 12.8 (55)                                   | 7.7 (45,9)                                  | −1.4 (29,5)                                 | −13 (8,6)                                   | −18 (−0.4)                                  | −20,5 (−4,9)                                |
| Precipitații mm (inches)                                                                             | 5.0 (0.197)                                 | 7.3 (0.287)                                 | 13.7 (0.539)                                | 28.5 (1.122)                                | 61.6 (2.425)                                | 81.7 (3.217)                                | 180.9 (7.122)                               | 149.8 (5.898)                               | 65.1 (2.563)                                | 31.6 (1.244)                                | 15.2 (0.598)                                | 5.8 (0.228)                                 | 646,2 (25,441)                              |
| Umiditate [%]                                                                                        | 57                                          | 54                                          | 52                                          | 52                                          | 59                                          | 58                                          | 75                                          | 79                                          | 72                                          | 64                                          | 61                                          | 60                                          | 61,9                                        |
| Nr. de zile cu precipitații (≥ 0.1 mm)                                                               | 2.6                                         | 3.6                                         | 3.2                                         | 5.0                                         | 6.4                                         | 7.9                                         | 11.8                                        | 10.7                                        | 7.4                                         | 5.3                                         | 4.5                                         | 2.9                                         | 71,3                                        |
| Nr. mediu de zile cu ninsoare                                                                        | 2.8                                         | 3.4                                         | 0.8                                         | 0.1                                         | 0                                           | 0                                           | 0                                           | 0                                           | 0                                           | 0                                           | 0.9                                         | 2.1                                         | 10,1                                        |
| Ore însorite                                                                                         | 152.6                                       | 155.2                                       | 209.9                                       | 234.9                                       | 259.6                                       | 233.1                                       | 195.7                                       | 198.0                                       | 187.0                                       | 188.9                                       | 162.6                                       | 155.2                                       | 2.332,7                                     |
| Sursă: Administrația Meteorologică din China (zile cu precipitații, zile cu zăpadă, soare 1991–2020) |                                             |                                             |                                             |                                             |                                             |                                             |                                             |                                             |                                             |                                             |                                             |                                             |                                             |

## Locuri istorice
- Templul Lingyan
- Muntele Liantai

## Orașul Universitar Changqing
Orașul universitar Changqing (în chineză: 长清大学科技园) este situat în Changqing, Jinan. Deține mai mult de 10 universități și colegii, cum ar fi Universitatea Normală din Shandong, Universitatea pentru Femei din Shandong etc.